# Вальхалла
Вальха́лла, также Валга́лла, Вальга́лла (др.-сканд. Valhöll — «чертог мёртвых», «чертог убитых», «дворец убитых») — в германо-скандинавской мифологии небесный чертог в Асгарде, куда попадают после смерти павшие в битве воины, и где они продолжают прежнюю героическую жизнь.

## Описание
О́дин правит Вальхаллой, восседая на Хлидскьялве. Он отбирает половину воинов, павших в бою, а валькирии доставляют их в чертог. Другая половина павших отправляется в Фолькванг (Fólkvangr — «Людское поле») к богине Фрейе.
Легенда гласит, что Вальхалла представляет собой гигантский зал, увешанный щитами на остриях мечей. У этого зала 540 дверей, и через каждую будут выходить по 800 воинов в ряд по зову бога Хеймдалля во время последней битвы — Рагнарёка.
Воины, обитающие в Вальхалле, зовутся эйнхерии. Каждый день с утра они облачаются в доспехи и сражаются друг с другом; к полудню они возвращаются с заживленными ранами и садятся за стол с Одином. Другие источники говорят, что они переродились. Едят они мясо вепря Сехримнира, которого забивают каждый день и который каждый день воскресает. Пьют же эйнхерии мёд, которым доится коза Хейдрун, стоящая в Вальхалле и жующая листья Мирового Древа Иггдрасиль. Вальхаллу вместо огня освещает блеск мечей.
Описание в «Старшей Эдде» в песне «Речи Гримнира»:
 21

 Тунд шумит,

 Тьодвитнира рыба

 играет в стремине;

 поток нелегко

 вброд перейти

 тем, кто  в битве убит.

 22

 Вальгринд — ворота,

 стоящие в поле

 у входа в святилище;

 неведомы людям

 древних ворот

 замки и запоры.
В честь Вальхаллы назван регион на спутнике Юпитера Каллисто.

## В культуре
- Упоминается в либретто произведений Рихарда Вагнера.
- В стихотворении Константина Бальмонта «Туманный конь» (1908) упоминается в форме «Вальгёлль».
- Александр Блок в статье «Стихия и культура» (1909) цитирует письмо русского крестьянина-сектанта, в котором под «Валгаллой-Сионом» подразумевается грядущее Тысячелетнее Царство[13].
- «Вальхалла» — двести двадцать шестая серия мультсериала «Смешарики» и восьмая серия сезона 2020-2021, вышедшая 25 мая 2020 года на «Кинопоиске».